# 舞会礼服

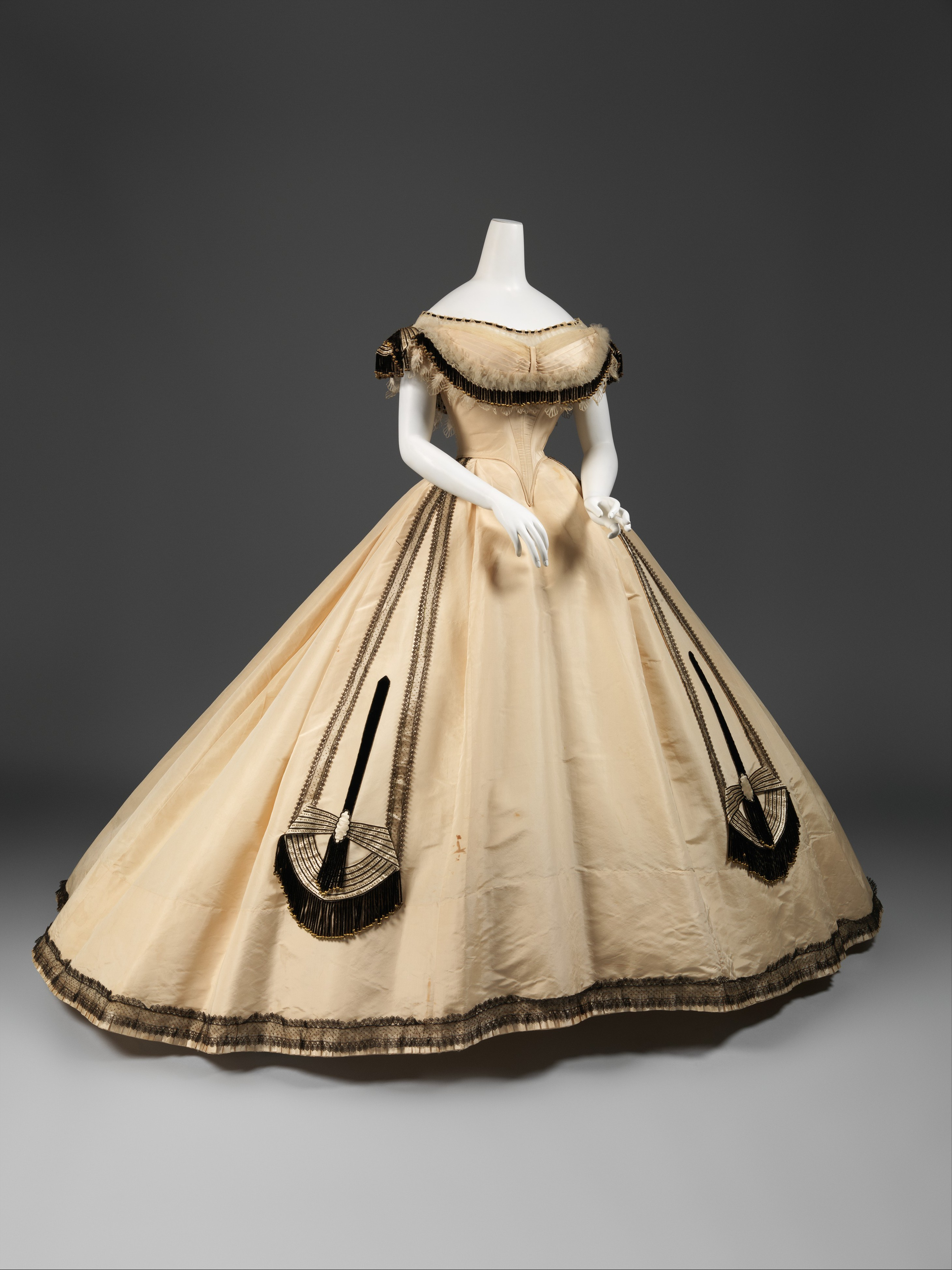
舞会礼服，1864年

舞会礼服是一種於舞會或其他正式場合穿著的晚禮服。許多款式的舞会礼服以露肩、露出手臂為特色。這種禮服通常還要搭配晚宴手套、復古珠寶以及用昂貴的面料製成的披肩。已婚女性則會戴上冠状冕（如果她們有的話）。舞会礼服最常見的面料是配有蕾丝、珍珠、刺绣的絲綢、天鹅绒。